# César Láinez
César Láinez Sanjuán (Zaragoza, España, 10 de abril de 1977) es un exjugador, entrenador y comentarista radiofónico de fútbol español. Como jugador se desempeñaba en la posición de guardameta, destacando en el Real Zaragoza de los años 2000.

## Trayectoria
Formado deportivamente en la cantera zaragocista, es promocionado a la primera plantilla en la temporada 1998/99. Al ser el tercer portero por detrás de Otto Konrad y Juanmi, y no disponer de minutos, es cedido en enero de 1999 hasta el final de temporada al Villarreal Club de Fútbol, equipo con el que debuta en Primera División el 7 de febrero de 1999 en el partido contra el Celta de Vigo, disputado en el Estadio de Balaídos donde los amarillos caen derrotados por cuatro a uno. A su vuelta al Real Zaragoza, tras dos temporadas como segundo portero, se convertiría en titular indiscutible rindiendo a grandísimo nivel. Su carrera aunque corta, fue muy intensa, en poco tiempo consiguió colocarse entre los mejores porteros de fútbol de España y actualmente es el portero aragonés con más títulos en su haber.
Tuvo que retirarse en mayo de 2005 a los veintiocho años por sus problemas con las lesiones en el mejor momento de su carrera. El 28 de mayo de 2005, antes de que comenzara el partido que enfrentaba al Real Zaragoza contra el Real Madrid en el Estadio de La Romareda, el entonces presidente del club blanquillo, Alfonso Soláns Soláns le entregó la insignia de oro y brillantes (la máxima distinción que puede otorgar el Real Zaragoza) y el capitán del Real Madrid, Raúl González Blanco, una camiseta del equipo merengue firmada por todos los componentes de la plantilla. Ese mismo año fue elegido como pregonero de las Fiestas del Pilar.
Después desarrollaría su carrera como periodista deportivo en Aragón Radio, tras su paso como entrenador de porteros en la Sociedad Deportiva Huesca. En 2014 pasa a ser segundo entrenador del Real Zaragoza "B" dirigido por Emilio Larraz, al que después sustituiría. 
El 19 de marzo de 2017 es nombrado entrenador del Real Zaragoza, con el objetivo de salvar la categoría, el cual consigue. Al finalizar la temporada vuelve a su puesto de entrenador del filial zaragocista.
Posteriormente fue entrenador del Conquense y el Teruel, en Segunda B y Tercera, respectivamente.

## Clubes

### Como jugador
| Club              | País   | Año       |
| ----------------- | ------ | --------- |
| Real Zaragoza "B" | España | 1994-1998 |
| Real Zaragoza     | España | 1998      |
| Villarreal C.F.   | España | 1999      |
| Real Zaragoza     | España | 1999-2005 |

### Como entrenador
| Club             | País   | Año       |
| ---------------- | ------ | --------- |
| Deportivo Aragón | España | 2014-2017 |
| Real Zaragoza    | España | 2017      |
| Deportivo Aragón | España | 2017-2018 |
| U.B. Conquense   | España | 2019      |
| C.D. Teruel      | España | 2019-2020 |

## Palmarés

### Como jugador
| Título              | Club          | País   | Año  |
| ------------------- | ------------- | ------ | ---- |
| Copa del Rey        | Real Zaragoza | España | 2001 |
| Copa del Rey        | Real Zaragoza | España | 2004 |
| Supercopa de España | Real Zaragoza | España | 2004 |